# Macmillan Publishers
La Macmillan Publishers Ltd è una casa editrice britannica di proprietà di Georg von Holtzbrinck Publishing Group.
Fondata nel 1843 dai fratelli scozzesi Daniel e Alexander Macmillan, ha pubblicato opere di autori quali Charles Kingsley, Thomas Hughes, Francis Turner Palgrave, Christina Rossetti, Matthew Arnold, Lewis Carroll, Alfred Tennyson, Thomas Hardy e Rudyard Kipling. Divenuto uno dei più importanti editori britannici sul finire del secolo, si aggiunsero al suo catalogo anche le pubblicazioni di Rabindranath Tagore, John Maynard Keynes, Margaret Mitchell e C. P. Snow.
Alla guida dell'azienda vi fu anche il primo ministro britannico Harold Macmillan.
Nel 1869, la casa editrice aveva aperto una succursale a New York City, rilevata tre anni più tardi dalla famiglia Brett, dopoché George Edward Brett era stato per alcuni anni il corrispondente commerciale statunitense della Macmillan. La ditta si rese indipendente dalla casa madre inglese, assumendo la denominazione di Macmillan Publishers, poi ribattezzata Macmillan Company. I proprietari delle due case editrici rimasero in buoni rapporti d'affari e privati, e nel 1954 riapparvero sul mercato statunitense con il marchio editoriale St. Martin's Press.
Il gruppo statunitense Macmillan è stato acquisito dalla Robert Maxwell e venduto nel 1994 al gruppo editoriale Simon & Schuster, che a sua volta lo ha girato alla Pearson quattro anni dopo.
Nel 1995 il 70% dell'azienda passò in mano del gruppo Georg von Holtzbrinck, e l'acquisizione venne completata nel 1999. Nel 2001, anche il marchio statunitense fu acquisito dalla Holtzbrinck, che lo ha integrato con le sue realtà operative dislocate negli U.S.A. Una di esse era la Macmillan Science and Education che nel 2015 è stata fusa con altri rami d'azienda della cedente con la Springer Science + Business Media di proprietà della società di investimento londinese BC Partners, per dare vita a Springer Nature, una joint venture partecipata rispettivamente al 53% e al 47% del capitale e gestita dalla società berlinese Springer-Verlag GmbH. All'epoca Springer Science + Business Media era il secondo competitor a livello mondiale.
La quotazione in borsa è stata rinviata dapprima nel 2018 e poi nel marzo 2020, dopo essersi avvalsi della consulenza finanziaria di un pool di banche guidate da Goldman Sachs GS.N and Morgan Stanley MS.
Nel dicembre 2020, la BC Partners ha annunciato l'intenzione di trasferire la sua partecipazione pari al 47% di Springer-Verlag GmbH a un fondo di nuova costituzione.